# 왕싱하오
왕싱하오(중국어: 王星昊, 병음: Wang Xinghao, 한자음: 왕성호, 2004년 2월 2일 ~ )는 중화인민공화국의 바둑 기사이다. 상하이시 출신으로 중국기원 소속의 8단이다.

## 경력
상하이시에서 태어났다. 2015년 제32회 세계청소년바둑챔피언십 대회에서 주니어 챔피언상을 수상했다. 2016년 프로바둑에 입단했고 2018년 2단을 거쳐 3단으로 승단했다. 2019년 중국갑조리그에 상해건교학원팀으로 참가하여 12승 9패를 기록했다. 갑조리그 최고 신인상을 수상했다. 2019년 4단을 거쳐 5단으로 승단했다.
2019년부터 2020년까지 제5회 뤼양 백운산배 중국 기성전 예선에서 7연승을 기록하며 본선 16강에 진출했다. 이후 판윈뤄를 물리치고 8강에 올랐다. 2020년 제24회 중국 신인왕전에서 정자이샹과 쉬징치, 후쯔하오, 청자예를 누르고 결승에 진출하였으나 투샤오위에게 패해 준우승을 차지했다.

## 국제기전 성적
| 대회       | 2023 | 2024   | 2025 |
| ---------- | ---- | ------ | ---- |
| 잉씨배     | -    | 8강    | -    |
| 삼성화재배 | 32강 | 32강   |      |
| LG배       | 8강  | ×      |      |
| 춘란배     | -    | ×      | -    |
| 몽백합배   | 16강 | -      |      |
| 란커배     | 8강  | ×      | 32강 |
| 난양배     | -    | 준우승 |      |
| 북해신역배 | -    | -      | 우승 |
| 농심배     | ×    | ×      |      |